# Wabash (Indiana)
Wabash è una città degli Stati Uniti d'America, capoluogo della contea omonima, nello Stato dell'Indiana.
La popolazione era di 11 342 abitanti nel censimento del 2000.